# Cạnh tranh khác loài

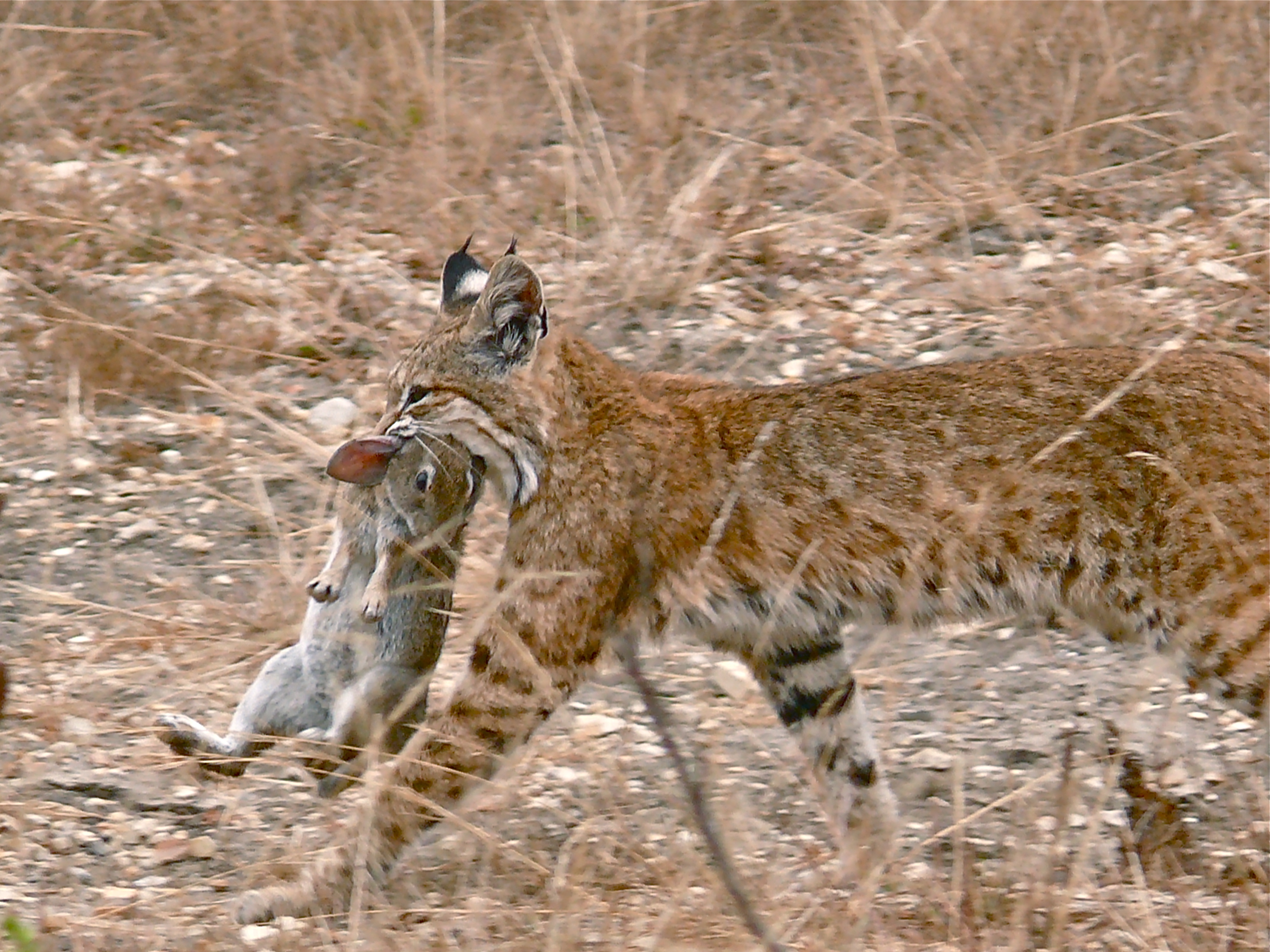
Một con linh miêu đang quắp một con thỏ

Cạnh tranh khác loài hay còn gọi là cạnh tranh liên ngành (Interspecific competition) là một dạng cạnh tranh sinh học trong đó các cá thể, nhóm cá thể của các loài khác nhau cạnh tranh, giành giật với cùng một nguồn tài nguyên trong một hệ sinh thái như nguồn thức ăn hoặc lãnh thổ sinh tồn. Điều này có thể được tương phản với sự hỗ trợ hợp tác giao nhau chẳng hạn như quan hệ cộng sinh. Cạnh tranh giữa các thành viên của cùng một loài được gọi là cạnh tranh cùng loài (intraspecific). Sự cạnh tranh khác loài sẽ giảm sự trùng lặp ổ sinh thái vì nó sẽ dẫn tới phân ly ổ sinh thái, hốc sinh thái.

## Cơ chế
Nếu một loài cây trong một khu rừng dày đặc mọc cao hơn các loài cây xung quanh, nó có thể hấp thụ nhiều ánh sáng mặt trời đến. Tuy nhiên, ít ánh sáng mặt trời sau đó có sẵn cho những cây được che bởi cây cao hơn, do đó chúng cạnh tranh khác nhau, thi nhau leo lên cao nhất ở tán rừng để đón ánh sáng. Trong giới động vật, báo hoa mai và sư tử hoặc linh cẩu cũng có thể ở trong cuộc cạnh tranh giao nhau trong một mối quan hệ đối địch, vì cả hai loài đều cùng săn cùng một con mồi, và có thể bị ảnh hưởng bất lợi bởi sự hiện diện của con kia vì chúng sẽ có ít thức ăn hơn do đó chúng thường loại trừ nhau để loại bỏ đối thủ tiềm tàng, sư tử sẽ tấn công và giết báo hoa mai trong khi báo hoa mai sẽ rình mò và giết những con sư tử non khi có cơ hội để loại trừ đối thủ cạnh tranh tiềm tàng (gọi là động vật săn mồi cơ hội-Intraguild predation, đây là lối sống ăn thịt trong nhóm loài cùng sinh thái hay gọi là mô hình thú mồi hai loài cạnh tranh).
Cạnh tranh chỉ là một trong nhiều yếu tố sinh học và phi sinh học tương tác ảnh hưởng đến cấu trúc cộng đồng sinh thái. Hơn nữa, cạnh tranh không phải lúc nào cũng đơn giản, trực tiếp, tương tác. Cạnh tranh khác loài có thể xảy ra khi cá nhân của hai loài riêng biệt chia sẻ một nguồn lực hạn chế trong cùng một khu vực. Nếu tài nguyên không thể hỗ trợ cả hai quần thể cho việc, tăng trưởng, hoặc sống sót có thể dẫn đến ít nhất một loài. Cạnh tranh cùng loài có tiềm năng thay đổi quần thể, cộng đồng và sự tiến hóa của các loài tương tác. Ở cấp độ cá thể, sự cạnh tranh có thể xảy ra như sự can thiệp hoặc cạnh tranh cướp bóc. Cạnh tranh trực tiếp đã được quan sát giữa các cá thể, quần thể và loài, nhưng có rất ít bằng chứng rằng sự cạnh tranh đã là động lực trong sự tiến hóa của các nhóm lớn như giữa lưỡng cư, bò sát và động vật có vú.